# 沿岸測量部

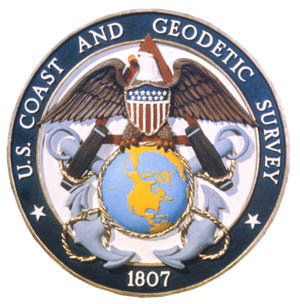
沿岸・測地学調査所のエンブレム。1807年とあるのは、前身である沿岸測量部の創設年。

沿岸測量部（えんがんそくりょうぶ、英語: Office of Coast Survey, OCS）は、アメリカ合衆国の公式海図製作部門。1807年に創設されており、合衆国政府における最も歴史の古い科学組織のひとつである。1878年には、沿岸・測地学調査所 (C&GS) と改称された。1970年に、アメリカ海洋大気庁 (NOAA) 傘下の部局となった。

## 沿革

### 草創
この機関は、1807年に大統領トーマス・ジェファーソンが「合衆国沿岸部の測量を提供する法 (An act to provide for surveying the coasts of the United States)」という文書に署名したことで設立された。法案の目的は海図の製作に特化されていたが、その背景には、国境、商業活動、国防といった、この新たな国家にとってのより大きな様々な懸案があった。
草創期には困難が続いた。この期間の初代の監督者となったフェルディナンド・ルドルフ・ハスラーは、イングランドへ赴いて、必要な科学的機器類を調達しようとしたが、米英戦争が勃発し、その間、帰国できなくなってしまった。やがて帰国したハスラーは、1817年にニューヨーク港の測量をおこなったが、沿岸測量部を文民の行政機関とするか、軍の傘下に置くかを巡る対立のために、議会下院が介入する事態となった。沿岸測量部は、しばらくアメリカ陸軍の傘下に置かれた後、1832年に再建され、アンドリュー・ジャクソン大統領はハスラーをその監督者に任命した。
沿岸測量部を文民の行政機関であったが、設立当初から、陸軍と海軍から派遣されたメンバーが測量部の活動の詳細を報告される形になっており、調査には海軍の船が派遣されていた。一般的に、陸軍関係者は陸上の地勢（トポグラフィー）測量や、測量結果に基づく地図の製作を担当し、海軍関係者は沿岸部の水路学的測量を担った。

### 南北戦争
2代目の監督者となったのは、ベンジャミン・フランクリンの曾孫だったアレクサンダー・ダラス・バッシュであった。バッシュは、物理学者、科学者、測量者であり、最初の地磁気観測所を創設し、米国科学アカデミーの初代会長を務めた。バッシュの下にあった沿岸測量部は、南北戦争の期間中、北部側のためにその資源を速やかに動員した。海軍をはじめとする艦船に必要とされたリトグラフによる何千枚もの海図の増刷に加え、バッシュは、沿岸測量部のメンバーを海上封鎖の船団や地上戦の陸軍部隊に派遣するという重要な決断を下し、何百枚もの地図や海図を新たに作成した。バッシュは、こうした活動について、議会下院への年次報告書の中で詳細に報告した。
沿岸測量部の地図製作者エドウィン・ハーゲシェイマー (Edwin Hergesheimer) は、南部諸州における奴隷人口の密度を示す地図を作成した。
バッシュはまた、4人のメンバーで構成された、政府の封鎖戦略委員会の一員として、南部を経済的、軍事的に封じ込めていく戦略の立案にあたった。1861年4月16日、エイブラハム・リンカーン大統領は、サウスカロライナ州からテキサス州に至る港湾の封鎖を宣言した。バッシュの「沿岸部についてのノート (Notes on the Coast')」は、北軍の海軍に重要な情報を提供した。
こうして製作された地図類は、戦時下において非常に重要なものとなった。
正確な地図は、十全に実行される軍事作戦の基礎を作るものであり、そうした地図を作成する最善のタイミングは、攻撃が差し迫っているときでも、軍隊が待機している間でもなく、測量者たちが妨害や圧力を受けずに済むうちなのである。正確な地図や海図がなければ、いかなる沿岸部も効果的に攻撃することも、防衛することも、封鎖することもできないということは、もし、そのような信念に実際的な証明が必要なのだとしても、過去2年間の出来事によって完全に実証されている—Alexander Dallas Bache、1862 report

### 南北戦争後
沿岸測量部には、当時の最高級の科学者、ナチュラリストたちが集まっていた。沿岸測量部は、ナチュラリストのルイ・アガシーにフロリダ礁の最初の科学調査を委嘱した。後に有名な『母の肖像』を制作した画家ジェームズ・マクニール・ホイッスラーは、沿岸測量部の銅版画工であった。ナチュラリストのジョン・ミューアは、ネバダ州からユタ州にかけてのグレートベースンを横断した「北緯39度線の測量」におけるガイド兼画家であった。
沿岸測量部の男性や女性たち（女性専門職の採用は、1845年からと早かった）は、科学的、応用技術的活動をその後も長く主導してきた。1926年には、航空図の作成も手がけるようになった。世界恐慌が最も深刻であった時期には、沿岸測量部は、多数の失職した技術者を含む1万人以上を測量隊員や現地調査員として雇い入れていた。
第二次世界大戦中、当時の沿岸・測地学調査所 (C&GS) は、委嘱職員の半数以上にあたる 1,000人以上の文民を、水路学者（海図作成者）、砲兵隊測量者、地図作成者、陸軍技術者、情報将校、地球物理学者などとして、すべての戦域に派遣した。国内に残った文民たちも連合軍のためにのべ1億枚以上の地図や海図を作成した。C&GSの職員のうち、11名は戦時中に殉職した。

### 20世紀後半以降
リチャード・ニクソン大統領は、1970年にアメリカ海洋大気庁を創設し、C&GS をこの新しい科学機関の一部に組み込んだ。
現在、沿岸測量部は、航行に関する製品や情報を、商業活動や保安の改善のため、まら沿岸環境の保全のために提供している。その中には、海図や『United States Coast Pilot』の製作も含まれている。